# Claressa Shields
Claressa Shields (Flint, 17 marzo 1995) è una pugile e artista marziale mista statunitense.
Soprannominata "T-Rex", è la più giovane e l'unica pugile ad essere riuscita a diventare campionessa mondiale in tre differenti categorie di peso in soli 10 incontri all'età di 24 anni.

## Carriera
È stata introdotta al pugilato dal padre, Bo Shields, che aveva gareggiato in questo sport. All'età di 11 anni ha iniziato la sua carriera pugilistica alla Berston Field House di Flint, dove ha incontrato il suo allenatore, Jason Crutchfield.
Nel febbraio 2011 ai trials statunitensi per la qualificazione olimpica, ha sconfitto la campionessa nazionale in carica, Crews Franchon e la campionessa del mondo del 2010, Andrecia Wasson; vincendo la categoria dei Pesi medi. Nel mese di aprile, ha vinto i Campionati Continentali di Cornwall, in Ontario, contro la campionessa del mondo in carica Mary Spencer. Ha detenuto un record di imbattibilità di 25 vittorie consecutive.
Nel 2012 vince la medaglia d'oro ai Giochi olimpici di Londra, nell'anno del debutto del pugilato femminile, dopo aver battuto la russa Nadežda Torlopova per 19-12. Nel 2016 ha vinto ancora una volta la medaglia d'oro ai Giochi olimpici di Rio de Janeiro dopo aver battuto la olandese Nouchka Fontijn per 3-0. Da dilettante ha patito una sola sconfitta, contro la britannica Savannah Marshall; nel rematch disputato a distanza di qualche anno nel professionismo, Shields ha poi nettamente superato l’avversaria, difendendo il proprio record imbattuto.
Nel 2021 debutta nelle arti marziali miste. Per prepararsi e allenarsi in maniera diversa rispetto al pugilato (con l'utilizzo di calci e grappling) si è allenata con Holly Holm, e ha inoltre appreso il Brazilian Jiu Jitsu.